# David Weatherall
Pour les articles homonymes, voir Weatherall.
David John Weatherall, né le 9 mars 1933 et mort le 8 décembre 2018 à Oxford (Royaume-Uni), est un médecin britannique et chercheur en génétique moléculaire, hématologie, pathologie et en médecine clinique,,,.

## Biographie

### Jeunesse et éducation
David Weatherall étudie à Calday Grange Grammar School puis à l'École de médecine à l'université de Liverpool, de laquelle il sort diplômé en 1956. Après la formation médicale, il rejoint l'armée pour deux ans. Au retour du service militaire, il obtient une bourse de l'université Johns Hopkins avant de retourner à Liverpool, où il atteint le rang de professeur d'hématologie.

### Recherche
Sa recherche était centrée sur la génétique des hémoglobinopathies et, en particulier, des troubles hématologiques héréditaires connus comme la thalassémie qui sont assimilés à des anomalies dans la production de la globine (le composant protéique de l'hémoglobine).

### Carrière
En 1974, David Weatherall est nommé Professeur Nuffield de Médecine clinique à l'université d'Oxford, et, en 1992, il assume la présidence la plus prestigieuse, celle de Regius Professor of Medicine, de 1992 à 2000.
En 1989, il fonde l'Institut de médecine moléculaire à Oxford, qui a été rebaptisé « Institut Weatherall de médecine moléculaire » en son honneur en l'an 2000 au moment de sa retraite. Il est ensuite devenu Chancelier de l'université de Keele. Il était membre du Nuffield Council on Bioethics de 1991 à 1996. Il était également membre du National Committee of Inquiry into Higher Education qui a publié un rapport influent en 1997.
En 2002, David Weatherall écrit un important rapport sur l'application de la génomique pour la santé mondiale pour l'Organisation mondiale de la santé. Il est un membre éminent de l'Association Humaniste Britannique.

## Prix et distinctions
- David Weatherall est anobli en 1987[1].

- En 1989, il reçoit la Médaille royale de la Royal Society pour son travail sur les thalassémies.

- En 1995, il reçoit le Fothergillian Prize par la Société médicale de Londres.

- En 1998, il reçoit la Manson Medal par la Royal Society of Tropical Medicine and Hygiene pour ses contributions dans le domaine de la médecine tropicale et de l'hygiène[9].

- En 2010, il reçoit un Prix Albert-Lasker, le plus important prix américain pour la recherche médicale, avec de nombreux anciens lauréats qui par la suite ont obtenu des prix Nobel. Il est la seule personne en dehors des États-Unis d'Amérique ayant gagné le trophée cette année-là.